# Welcome to Reality
Welcome to Reality är en EP av det amerikanska punkrockbandet the Adolescents, släppt i oktober 1981. Welcome to Reality spelades in efter att gitarristen Rikk Agnew lämnat gruppen. Han ersattes av Steve Roberts, trummisen Casey Royers rumskamrat. Bandet hade splittrats för första gången två månader innan släppet av Welcome to Reality, men trots att de återförenades senare har Roberts aldrig spelat med bandet igen.
Welcome to Reality fick inte alls lika bra mottagande som debutalbumet Adolescents. AllMusic kritikern Ned Raggett gav Welcome to Reality endast 2 av 5 i betyg. På vissa senare versioner av albumet finns alla låtarna från Welcome to Reality med.

## Låtlista
Sida ett
1. "Welcome to Reality" (Steve Soto, Tony Cadena, Frank Agnew) - 2:10
2. "Losing Battle" (Soto, Cadena, Agnew) - 1:32

Sida två
1. "Things Start Moving" (Cadena, Agnew, Steve Roberts) - 3:05

## Musiker
- Tony Cadena - sång
- Frank Agnew - gitarr
- Steve Roberts - gitarr
- Steve Soto - bas
- Casey Royer - trummor